# Nervy Nat Kisses the Bride
Pour plus de détails, voir Fiche technique et Distribution.
Nervy Nat Kisses the Bride est un film muet américain réalisé par Edwin S. Porter, sorti en 1904.

## Synopsis
Un clochard entre dans un bureau de vente de billets de train et vole un billet dans la poche d'un homme endormi. Il monte dans le train, et prend un siège directement derrière un couple nouvellement marié. Le mari sort un moment de la voiture et le clochard voit cela comme une opportunité.

## Fiche technique
- Titre original : Nervy Nat Kisses the Bride
- Réalisation : Edwin S. Porter
- Production Edison Manufacturing Company
- Pays d'origine : États-Unis
- Format : Noir et blanc
- Genre : Comédie
- Durée : 2 minutes
- Date de sortie :
  - États-Unis : 30 septembre 1904
- Licence : domaine public